# Хольмдаль, Эмиль Льюис
Эмиль Льюис Хольмдаль (англ. Emil Lewis Holmdahl; 26 августа 1883 — 8 апреля 1963) — американский наёмник, шпион, разведчик, пулемётчик, искатель сокровищ, воевавший под командованием Джона Першинга в Испано-американской войне на Филиппинах, под командованием Ли Кристмаса в Центральной Америке, под командованием Франсиско Мадеро, Панчо Вильи и Венустиано Карранса в сражениях Мексиканской революции и вновь под командованием Першинга в Первой мировой войне. В 1926 году Хольмдаль был обвинён в краже головы покойного Панчо Вильи.

## Ранние годы

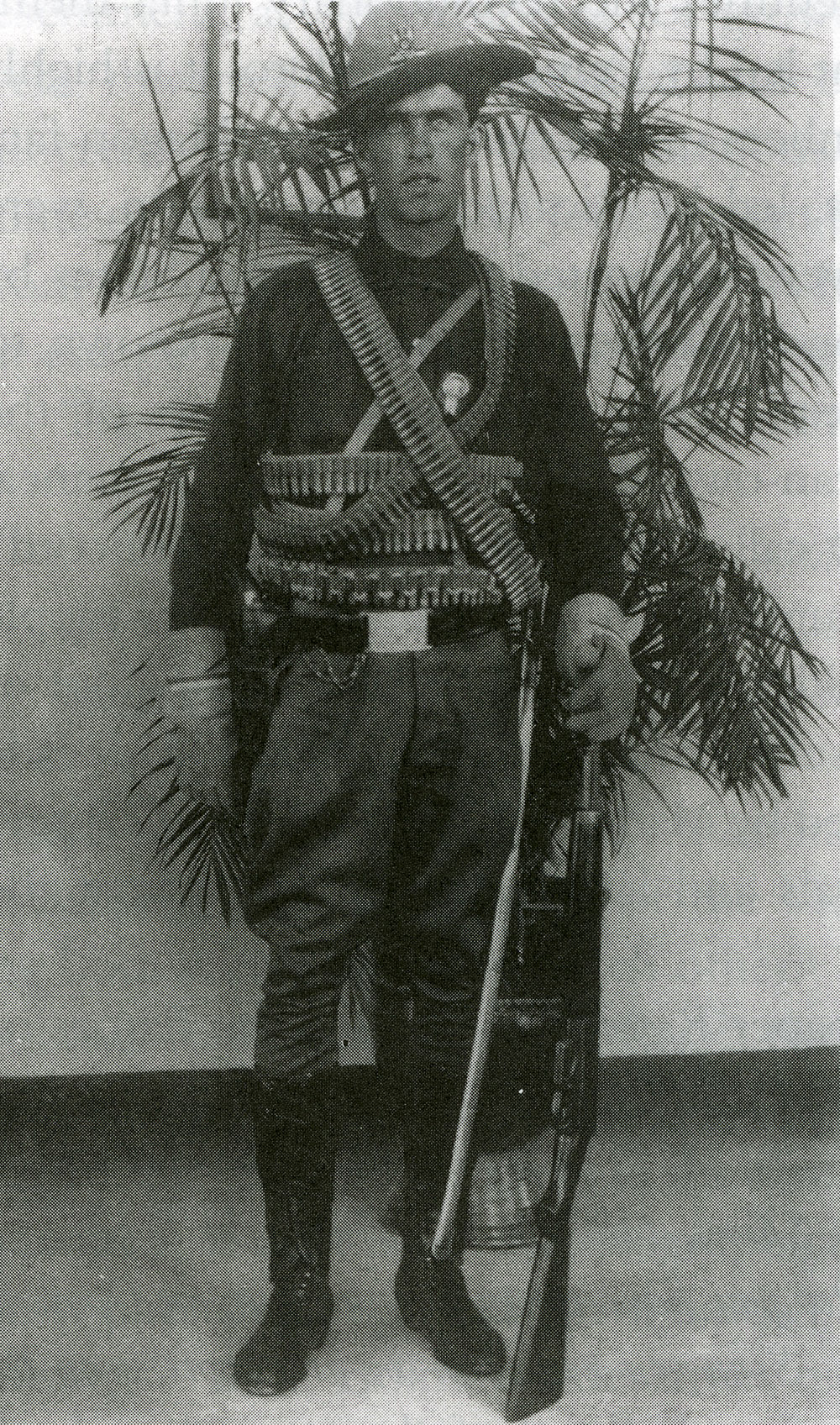
Хольмдаль с наградой революционной армии. Ок. 1911

Родился в 1883 году в городе Форт-Додж, штат Айова, в семье потомков эмигрантов шведского происхождения. В детстве получил лишь незначительное образование. Ещё до завершения обучения в средней школе последовал призыву президента Маккинли к американским гражданам отправиться на войну против Испании. Солгав относительно своего возраста, поступил в 51-й добровольческий пехотный полк Айовы в 1898 году вместе со своим старшим братом Монти. На Филиппины прибыл несколько месяцев спустя. После победы на испанскими войсками, достигнутой совместно с местными повстанцами, американская армия заняла Филиппины, и население, стремившееся к независимости и недовольное оккупацией, подняло восстание. В 1900 году Хольмдаль на некоторое время покинул Филиппины, находясь в составе американских войск, отправленных на подавление Ихэтуаньского восстания в Китай, а затем вернулся на архипелаг, где участвовал в сражениях с повстанцами.
В 1906 году в возрасте 22-х лет вернулся в Соединённые Штаты, будучи на тот момент одним из самых молодых сержантов пехоты. За годы боевых действий на Дальнем Востоке Хольмдаль стал метким стрелком, приобрёл большой опыт в боевых действиях против повстанческих формирований и стремился к военной карьере. По возвращении в США подразделение, в котором служил Хольмдаль, 20-й пехотный полк, было расквартировано в Сан-Франциско. В течение месяца солдаты жили в военном лагере в Монтеррее, а затем 18 апреля 1906 года сильное землетрясение и последующие пожары практически уничтожили Сан-Франциско. Полк Хольмдаля был переброшен к развалинам города с целью спасения выживших жителей и поддержания общественного порядка. «Это было хуже, чем служба на Филиппинских островах. Я стоял на посту около здания казначейства на протяжении 125 часов лишь с небольшим перерывом на сон», — позднее вспоминал Хольмдаль о своей службе в Сан-Франциско. В январе 1907 года был уволен из армии.

## Центральная Америка
Имея большой опыт относительно службы и тактики ведения боевых действий в джунглях, Хольмдаль присоединился к отряду наёмников под командованием «генерала» Ли Кристмаса, направлявшемуся в Гондурас и Никарагуа. Кристмас поддерживал гондурасского президента Мануэля Бонилью во время вторжения в 1907 году в страну никарагуанских войск и затем воевал в Никарагуа с целью свержения местного диктатора Селайи, который был марионеткой американского треста United Fruit Company. Никарагуанские силы отступили в результате контрнаступления войск Бонильи, в успехе которого американский отряд наёмников во главе с Кристмасом сыграл решающую роль. Осенью 1909 года Селайя бежал из Манагуа. Хольмдаль сражались в одном отряде с двумя другими знаменитыми наёмниками, Сэмом Дребеном и Трейси Ричардсоном; все трое были пулемётчиками-профессионалами. Пулемёты к тому времени уже стали важным тактическим оружием для боевых действий, однако людей, умевших обращаться с этим на тот момент ненадёжным в использовании предметом, было немного, и почти все они являлись бывшими американскими солдатами. Поэтому спрос на квалифицированных пулемётчиков был высок, а стоили их услуги очень дорого.

## Мексиканская революция

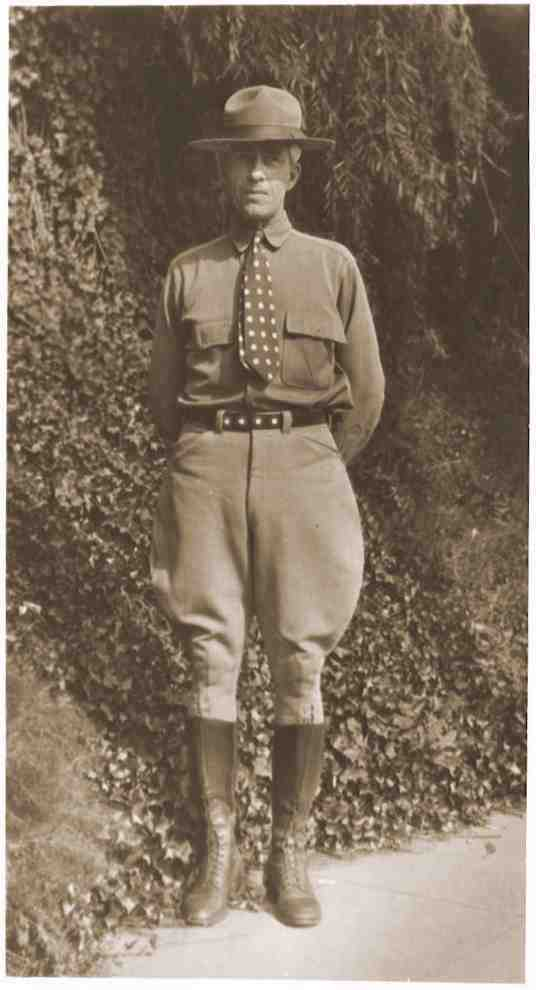
Хольмдаль

Хольмдаль вернулся на родину в 1909 году. Вскоре сильный экономический спад, связанный с банковским кризисом, в Соединённых Штатах, от положения дел в которых зависела мексиканская экономика, в сочетании с отказом стареющего диктатора Порфирио Диаса разрешить свободные выборы привёл к началу волнений по всей Мексике. Хольмдаль на тот момент устроился на работу в службу безопасности железнодорожной компании; в его обязанности входила борьба против так называемых мексиканских «бандитов». После понимания того факта, что «бандиты» на деле являются революционерами, выступающими за лучшее будущее страны, Хольмдаль весной 1911 года вступил в армию Франсиско Мадеро. Спустя несколько месяцев после начала вооружённого восстания в Чиуауа Порфирио Диас отправился в изгнание. Получивший к этому времени звание майора Хольмдаль оставался военнослужащим мексиканской армии в течение весны 1913 года. Его первым заданием стало направление в Морелос, где он в составе федеральных войск сражался с отрядами Эмилиано Сапата. В тот же период времени Хольмдаль также стал сотрудником тайной полиции, не подчинявшейся мексиканскому правительству, под руководством немецкого разведчика Феликса Зоммерфельда. Будучи пулемётчиком в рядах иррегулярных формирований Панчо Вильи, он сражался против повстанцев Паскуаля Ороско, одновременно снабжая находившегося в Эль-Пасо Зоммерфельда ценными разведданными.
После смерти в феврале 1913 года во время государственного переворота президента Мадеро Хольмдаль сразу же вступил в армию конституционалистов под командованием Венустиано Каррансы. В ходе боевых действий в Соноре он получил тяжёлое ранение, был вынужден покинуть Мексику и провёл несколько месяцев на излечении в Дугласе, штат Аризона. Примерно в начале ноября 1913 года возвратился в Мексику и стал одним из командиров в армии Вильи. Летом 1914 года объединённые силы конституционалистов свергли генерал Уэрту, присвоившего себе президентский пост после смерти Мадеро за год с небольшим до этого. Вскоре между Панчо Вильей и Каррансой, не сумевшими преодолеть свои разногласия, произошёл раскол, приведший к началу в 1915 году нового этапа гражданской войны. Хольмдаль решил остаться с Каррансой и помогал с контрабандной переправкой оружия и боеприпасов в Мексику через границу с США. В скором времени, однако, он был арестован и осуждён в Эль-Пасо осенью 1915 года за контрабанду. Получив свободу после уплаты залога, Хольмдаль попытался вновь поступить на службу в армию США, но ему было отказано по причине наличия у него обвинительного приговора по уголовному преступлению. Однако в марте 1916 года, после нападения войск Панчо Вильи на американский город Колумбус, штат Нью-Мексико, его просьба была удовлетворена. Хольмдаль участвовал в так называемой Мексиканской экспедиции под командованием Першинга в качестве разведчика.

## Первая мировая война
Чтобы получить возможность остаться на службе в американской армии на постоянной основе, Хольмдаль должен был добиться отмены своего обвинительного приговора. Он неоднократно обращался к своим бывшим командирам, Хью Скотту, в 1917 году ставшему начальником штаба армии, и Першингу, назначенному командующим экспедиционными войсками в Европе, а также к членам Конгресса и мэру Эль-Пасо Тому Леа за президентским помилованием. В итоге в июле 1917 года Хольмдаль получил прощение, вступил в 6-й инженерный полк и был отправлен во Францию. После возвращения в США и распродажи излишков своего военного имущества Хольмдаль в 1920 году был демобилизован из армии США.

## Гражданская жизнь
В начале 1920-х годов Хольмдаль стал одержим идеей поиска «золота Панчо Вильи». В те времена ходила легенда, что Вилья спрятал миллионы долларов в золотых слитках где-то в горах Сьерра-Мадре. Хольмдаль организовал несколько экспедиций с целью поиска сокровищ, однако никакого клада отыскать не сумел. В 1926 году, остановившись во время поиска сокровищ в Идальго-дель-Паррал, Чиуауа, Хольмдаль и его компаньоны были арестованы федеральной полицией Мексики и обвинены в осквернении могилы Панчо Вильи и краже его головы. Хольмдалю удалось освободиться из тюрьмы путём переговоров и избежать толпы мексиканцев, стремящихся линчевать его. Голова Вильи в итоге так никогда и не была обнаружена. Несмотря на то что Хольмдаль до конца жизни настаивал на своей невиновности, существует подозрение, что он мог выкрасть голову для некоего американского заказчика. Существует множество версий относительно того, кто осквернил могилу Вильи и похитил его голову; согласно одной из них череп Вильи оказался в распоряжении тайного общества «Череп и кости» в Йельском университете. Эмиль Хольмдаль умер 8 апреля 1963 года во время загрузки своего автомобиля геологоразведочными инструментами.